# Хубер, Якоб
Якоб Хубер (нем. Jakob Huber или Жак Юбер фр. Jacques Huber, 13 октября 1867 — 18 февраля 1914) — швейцарский ботаник.

## Биография
Якоб Хубер родился в коммуне Шлайтайм, кантон Шаффхаузен 13 октября 1867 года.
Хубер изучал естественные науки в Базельском университете, где в 1890 году получил звание доцента и докторскую степень в 1892 году. Он внёс значительный вклад в ботанику, описав множество видов растений.
Якоб Хубер умер в Белене 18 февраля 1914 года.

## Научная деятельность
Якоб Хубер специализировался на водорослях и на семенных растениях.

## Научные работы
- Huber, J. 1900. Arboretum amazonicum: iconographia dos mais importantes vegetaes espontáneos e cultivados da região amazonica = iconographie des plantes spontanées et cultivé es les plus importantes de la région amazonienne /organisada pelo J. Huber. Museo Paraense Emílio Goeldi. Publicación Info: Pará: Museo Paraense de Historia Natural y Etnografía, 1900.